# أندرياس هوستي
أندرياس هوستي (بالمجرية: Huszti András)‏ هو لاعب كرة قدم مجري في مركز الدفاع، ولد في 29 يناير 2001 في بيتش في المجر. لعب مع بوشكاش أكاديميا.

## وصلات خارجية
- أندرياس هوستي على موقع اتحاد المجر (الهنغارية)
- أندرياس هوستي على موقع قاعدة بيانات كرة القدم.إي يو (الإنجليزية)
- أندرياس هوستي على موقع Soccerway.com (الإنجليزية)